# Begin Here
| Recensione | Giudizio |
| ---------- | -------- |
| AllMusic   |          |

Begin Here è il primo album in studio del gruppo musicale inglese The Zombies, pubblicato nel 1964 da Marquis Music/Dominion Music.

## Tracce
Testi e musiche di Argent, eccetto ove indicato.
Lato 1
1. Roadrunner - 2:04 (McDaniel)
2. Summertime - 2:15 (G. e I. Gershwin, Heyward)
3. I Can't Make Up My Mind - 2:35 (White)
4. The Way I Feel Inside - 1:26
5. Work 'n' Play - 2:05 (Jones)
6. You've Really Got a Hold on Me - 3:36 (Robinson)
7. She's Not There - 2:22

Lato 2
1. Sticks and Stones - 2:54 (Turner)
2. Can't Nobody Love You - 2:13 (Mitchell)
3. Woman - 2:23
4. I Don't Want to Know - 2:05 (White)
5. I Remember When I Loved Her - 1:58
6. What More Can I Do - 1:37 (White)
7. I Got My Mojo Working - 3:33 (Morgangield)

Tracce bonus CD 1999
1. It's Alright With Me - 1:49
2. Sometimes - 2:03
3. Kind of Girl - 2:09
4. Tell Her No - 2:05
5. Sticks and Stones (Alternate Take) - 3:08 (Turner)
6. It's Alright With Me (Alternate Take) - 1:56
7. I Know She Wil (Demo) (Argent, White)
8. I'll Keep Trying (Demo)

## Formazione
- Colin Blunstone - voce, cori
- Rod Argent - pianoforte, pianet, organo, voce, cori, armonica a bocca in  Work 'n' Play e I Got My Mojo Working
- Paul Atkinson - chitarra
- Chris White - basso, cori
- Hugh Grundy - batteria

### Altri musicisti
- Ken Jones - pianoforte in Work 'n' Play, tamburello basco in I Remember When I Loved Her